# Караханов, Меред
Мере́д Караха́нов (1917 год, село Гаррычырла, Тедженский уезд, Закаспийская область, Туркестанский край — неизвестно, Казанджикский район, Туркменская ССР) — старший чабан колхоза «Казанджик» Казанджикского района, Туркменская ССР. Герой Социалистического Труда (1966).

## Биография
Родился в 1929 году в крестьянской семье в селе Гаррычырла Тедженского уезда (ныне — Тедженский этрап Ахалского велаята).
В 1937 году вместе с родителями переехал в Казанджикский район. Окончил местную начальную школу. В последующие годы трудился чабаном на 3-й животноводческой ферме колхоза «Казанджик» Казанджикского района. За выдающийся труд в годы Великой Отечественной войны был награждён медалью «За трудовую доблесть».
В послевоенные годы возглавлял бригаду чабанов, которая под его руководством, соревнуясь с бригадой старшего чабана этого же колхоза Гарли Коюнлиева, ежегодно добивалась высоких трудовых результатов в овцеводстве и неоднократно занимала передовые места в социалистическом соревновании среди животноводов Казанджикского района. В 1964 году бригада Мереда Караханова вырастила в среднем по 152 ягнят от каждой сотни овцематок и в 1965 году — в среднем по 162,7 ягнёнка от каждой сотни овцематок. Указом Президиума Верховного Совета СССР от 22 марта 1966 года удостоен звания Героя Социалистического Труда за «достигнутые успехи в развитии животноводства, увеличении производства и заготовок мяса, молока, яиц, шерсти и другой продукции» с вручением ордена Ленина и золотой медали «Серп и Молот» (№ 11002).
За выдающиеся трудовые достижения по итогам 1976 года был награждён орденом Октябрьской Революции.
Проживал в Казанджикском районе. С 1978 года — персональный пенсионер союзного значения. Дата его смерти не установлена.
Награды
- Герой Социалистического Труда
- Орден Ленина
- Орден Октябрьской Революции (25.12.1976)
- Медаль «За трудовую доблесть» (08.09.1945)